# Фрипорт (Канзас)
Фрипорт (енгл. Freeport) град је у америчкој савезној држави Канзас.

## Демографија
По попису из 2010. године број становника је 5, што је 1 (-16,7%) становника мање него 2000. године.
| Група             | 2000.      | 2010.     |
| Белци             | 6 (100,0%) | 4 (80,0%) |
| Афроамериканци    | 0 (0,0%)   | 0 (0,0%)  |
| Азијати           | 0 (0,0%)   | 0 (0,0%)  |
| Хиспаноамериканци | 0 (0,0%)   | 0 (0,0%)  |
| Укупно            | 6          | 5         |